# Meharia yakovlevi
Meharia yakovlevi is een vlinder uit de familie van de Houtboorders (Cossidae). De wetenschappelijke naam van de soort is voor het eerst gepubliceerd in 2010 door Povilas Ivinskis en Aidas Saldaitis.
De soort komt voor op het eiland Socotra (Jemen).